# یواس‌اس چیکسو (ای‌تی-۸۳)
یواس‌اس چیکسو (ای‌تی-۸۳) (به انگلیسی: USS Chickasaw (AT-83)) یک کشتی بود که طول آن ۲۰۵ فوت (۶۲ متر) بود. این کشتی در سال ۱۹۴۲ ساخته شد.